# آكسل بولسين
أكسل بولسن (18 يوليو 1855-9 فبراير 1938) متزلج نرويجي على الجليد ومتزلج سريع. ابتكر قفزة على الجليد سميت باسمه (قفزة أكسل [الإنجليزية]) وحصل على لقب العالم في التزلج السريع من عام 1882 إلى عام 1890. في عام 1976 تم تكريمه ومنحه عضوية في قاعة مشاهير التزلج على الجليد العالمية [الإنجليزية].

## حياته
وُلِد بولسن في آكر بالقرب من كريستيانيا (أوسلو اليوم) لوالدته هاجين أولسن (1822-1918) ووالده التاجر يوهان بيتر بولسن (1820-1887). نشأ في أوسلو حيث كان والده يدير مقهى. بدأ التزلج في سن مبكرة وبحلول عام 1870 تنافس في رياضات التزلج السريع والتزلج على الجليد.
في عام 1882 فاز ببطولة العالم للتزلج السريع في فيينا وحصل على جائزة إضافية في التزلج على الجليد لإدائه قفزة جديدة قام بها وهو يرتدي الزلاجات السريعة وسميت هذه القفزة لاحقًا باسمه.
في شتاء عام 1883، سافر بولسن إلى أمريكا الشمالية للمشاركة في مسابقات للتزلج. في 8 فبراير 1883 أقيم سباق في حلبة التزلج في الهواء الطلق في واشنطن بارك، بروكلين، نيويورك. هزم بولسن 17 متزلجًا تم اختيارهم بعناية من النرويج وكندا وإنجلترا والولايات المتحدة ، وسجل الأرقام القياسية التالية في السباق:
- سباق 1 ميل: 3 دقائق و34 3/5 ثانية
- سباق 5 أميال: 19 دقيقة و10 ثوانٍ
- سباق 10 أميال: 39 دقيقة و7 3/5 ثوانٍ

## وصلات خارجية
- آكسل بولسين على موقع SpeedSkatingNews.info (الإنجليزية)
- Figure Skating Glossary – Axel

1. ↑   https://nbl.snl.no/Axel_Paulsen. {{استشهاد ويب}}: |url= بحاجة لعنوان (مساعدة) والوسيط |title= غير موجود أو فارغ (من ويكي بيانات) (مساعدة)
2. ↑   https://www.digitalarkivet.no/census/person/pf01038027017408. اطلع عليه بتاريخ 2019-07-18. {{استشهاد ويب}}: |url= بحاجة لعنوان (مساعدة) والوسيط |title= غير موجود أو فارغ (من ويكي بيانات) (مساعدة)
3. 1 2  SpeedSkatingNews.info، QID:Q29405159